# Ab Gavan-e Bozorg
Ab Gavan-e Bozorg  (persiska: آب گاوانِ بُزُرگ, Ab Razgeh, آب رزگه) är en ort i Iran. Den ligger i provinsen Kohgiluyeh och Buyer Ahmad, i den centrala delen av landet, 500 km söder om huvudstaden Teheran. Ab Gavan-e Bozorg ligger 1 719 meter över havet och antalet invånare är 101.
Terrängen runt Ab Gavan-e Bozorg är bergig åt sydväst, men åt nordost är den kuperad. Runt Ab Gavan-e Bozorg är det ganska glesbefolkat, med 47 invånare per kvadratkilometer. Närmaste större samhälle är Landeh, 13,1 km sydväst om Ab Gavan-e Bozorg . Omgivningarna runt Ab Gavan-e Bozorg är i huvudsak ett öppet busklandskap.